# بيتر نيستروم
بيتر نيستروم (بالسويدية: Peter Nyström)‏ (27 أغسطس 1984 بغوتنبرغ في السويد - ) هو لاعب كرة قدم سويدي في مركز الوسط. شارك مع منتخب السويد تحت 17 سنة لكرة القدم. أما مع النوادي، فقد لعب مع نادي سوغندال لكرة القدم ونادي هالمستاد ونادي هكن وIK Oddevold ‏ وفاربرغس بويس ‏ وفاسترا فرولندا ‏.

## وصلات خارجية
- بيتر نيستروم على موقع اتحاد السويد (السويدية)
- بيتر نيستروم على موقع قاعدة بيانات كرة القدم.إي يو (الإنجليزية)
- بيتر نيستروم على موقع Soccerway.com (الإنجليزية)